# Monkey D. Luffy
Monkey D. Luffy je fiktivní postava a hlavní protagonista pirátské mangy One Piece. Jeho hlavním životním cílem, který se stává také jednou z dějových linek celé mangy, je snaha stát se králem všech pirátů. Tento jeho životní cíl není motivován touhou po moci nebo slávě, nebo po obrovském bohatství (One Piece je název velkého pokladu ukrytého předchozím pirátským králem). Luffy se domnívá, že hlavní myšlenkou pirátství je svoboda, a že tedy pirátský král musí být nejsvobodnějším člověkem na světě. Tato myšlenka je pro Luffyho natolik lákavá, že za ní díky své vrozené tvrdohlavosti a často i naivním názorům, jde s překvapivým odhodláním. Celá manga je pak v podstatě vyprávěním toho, co se s Luffym děje po cestě k tomuto cíli.

## Vzhled
Luffyho hlavním poznávacím znakem je jednoduchý, kulatý, slaměný klobouk. Podle něj dostal i svůj pseudonym „Slamák Luffy“ (angl. Strawhat Luffy). Zbytek jeho typické garderoby tvoří obvykle jednobarevná vesta a kalhoty s krátkými nohavicemi. Na nohou Luffy nosí plážovou obuv známou jako žabky. Volba těchto šatů je z části dána prostředím, v němž se manga odehrává – na moři a v přímořských ostrovních oblastech – z části pak Luffyho zvláštními schopnostmi, kvůli kterým by pro něj jiné oblečení bylo zbytečně omezující.
Sám Lufy je 172 cm vysoký, hubený chlapec, s dlouhýma rukama a nohama. Pod svým nerozlučným slaměným kloboukem skrývá delší černé vlasy, které obvykle nosí neupravené a rozcuchané. I Luffyho stavba těla odpovídá jeho zvláštním schopnostem. Zvláště patrné jsou právě jeho dlouhé končetiny, ale také schopnost spořádat obrovské množství jídla, přičemž i v takových situacích působí celkovým dojmem hubeného člověka (ruce a nohy má stále dlouhé a hubené), ovšem s neskutečně plným břichem (břicho má v takových chvílích kulaté, takže vypadá jako balón).

## Osobnost
Monkey D. Luffy je charakterizován dvěma hlavními vlastnostmi, které jsou patrné v průběhu celého příběhu. Jde o pevný charakter a naopak naprostý nedostatek inteligence a zdravého rozumu. Luffy je často udiven a fascinován zdánlivě banálními věcmi, triviální věci se mu zdají nepochopitelné a záhadné. Často pokládá nesmyslné otazky, podobně jako malé děti. Je-li to ovšem potřeba, opouští Luffy svou bezstarostnost a nerozvážnost. V takových chvílích se naopak plně soustřední na daný cíl, pro který je schopen i značného sebeobětování. Zvláště jde-li o morální hodnoty, jako je přátelství, důvěra, důstojnost a svoboda, stává se Luffy velice odhodlaným a vytrvalým, přičemž je za tyto hodnoty ochoten bojovat až do konce. A protože je One Piece mangou pro dospívající mužskou populaci, Luffy bojuje doslova, v původním slova smyslu.

## Schopnosti a dovednosti
Monkey D. Luffy má gumové tělo. Tuto zvláštní vlastnost získal v dětství, kdy omylem snědl zvláštní druh ovoce (d+dábelské ovoce, angl. devil fruit), které člověku propůjčuje zvláštní schopnosti. Luffyho gumovost se projevuje jak v komických situacích, kdy je schopen roztáhnout si ústa a tváře, stejně jako břicho, do obrovských rozměrů a tak se najíst téměř doslova k prasknutí, tak i ve vážných chvílích. Své gumovitosti využívá Luffy hlavně v boji, kdy díky možnosti natáhnout své končetiny je schopen zasáhnout i velmi vzdáleného soupeře. Díky týž vlastnosti svých rukou je rovněž schopen velice efektivně šplhat. Jeho gumové tělo rovněž odráží kulky ze střelných zbraní. A v případě, že si hlubokým nádechem naplní břicho vzduchem (opět podobnost s balonem), je schopen odrážet i dělové koule.
Ďábelské ovoce však nepřineslo Luffymu jen pozitiva. Jako vedlejší účinek jeho požití je nyní Moneky D. Luffy neschopen plavání. Při rozsáhlejším kontaktu s vodou se stává neschopným jakéhokoli pohybu a volně klesá ke dnu. Tato vlastnost je pro piráta na moři mimořádně nepříjemná. A později umí používat HAKI.
V rámci mangy je jí navíc využíváno pro tvorbu komických situací v kombinaci s Luffyho zapomnětlivostí a bezstarostností – Luffy jednoduše občas zapomíná, že neumí plavat. Tak někdy skáče do moře aby zachránil své přátele, ale stejně ho pak musí zachraňovat oni.